# Deutsche Gesellschaft für Angiologie
Die Deutsche Gesellschaft für Angiologie Gesellschaft für Gefäßmedizin e. V. (DGA) (aus dem Griechischen angios = das Gefäß, logos = die Lehre) ist eine medizinische Fachgesellschaft zur Förderung der Forschung und Weiterbildung auf dem Gebiet der Gefäßmedizin und vertritt über 1200 Gefäßspezialisten. Die Angiologie bzw. Gefäßmedizin ist das jüngste Teilgebiet der Inneren Medizin. Gefäßmediziner befassen sich in Forschung, Lehre und Behandlung mit Erkrankungen der Arterien, Venen und Lymphgefäße. 

## Wissenschaftliche Arbeit
Die DGA beteiligt sich an allen die gefäßmedizinischen Bereiche betreffenden Leitlinienvorhaben und befördert z. B. in Kooperation mit anderen Fachgesellschaften mit der Zertifizierung von Gefäß- und Dialysezugangszentren (Shunt-Zentren) eine qualitätsgesicherte Behandlung von Patienten. Das ist besonders wichtig, denn mit dem demographischen Wandel und der zunehmenden Alterung der Gesellschaft benötigen zukünftig immer mehr Patienten eine Gefäßbehandlung.

### Kommissionen
- Kommission für Gefäßmedizin in Forschung, Lehre und Nachwuchsförderung
- Kommission für Gefäßmedizin im Krankenhaus
- Kommission für Gefäßmedizin in der Niederlassung
- Kommission für Leitlinien und Qualitätssicherung
- Kommission für Fort- und Weiterbildung
- Kommission für Interdisziplinäre Zusammenarbeit und Öffentlichkeitsarbeit
- Kommission für Interventionelle Angiologie

### Sektionen
- Sektion Vaskuläre Biologie
- Sektion Hämostaseologie
- Sektion Venenerkrankungen und Lymphologie
- Sektion Ultraschall
- Sektion Diabetes und Wundtherapie
- Sektion Angiologische Rehabilitation und konservative Therapie
- Sektion Gefäßkrankheiten im Kindes- und Jugendalter
- Sektion MR-Angiographie
- Sektion Prozessoptimierung und Qualitätsmanagement
- Sektion Versorgungsforschung

## Interventionelle Angiologie
Aufgrund der wachsenden Bedeutung von endovaskulären Verfahren zur Behandlung von Gefäßerkrankungen hat zum 1. Januar 2017 die Kommission „Interventionelle Angiologie“ ihre Arbeit aufgenommen. Die Organisation und Durchführung der Kurse für die Zusatzqualifikation im Rahmen des Curriculums Interventionelle Therapie der arteriellen Gefäßerkrankungen (ITaG) sowie des Interventionskongresses der DGA wird eines der wichtigsten Handlungsfelder sein.

## Leitlinien zur Behandlung
Die Gesellschaft entwickelt zu Themen ihres Fachgebiets medizinische Leitlinien, die im Rahmen des AWMF-Leitlinienprogramms veröffentlicht werden.

## Mitgliedschaft in Verbänden
Die Deutsche Gesellschaft für Angiologie ist Mitglied in der Arbeitsgemeinschaft der Wissenschaftlich Medizinischen Fachgesellschaften (AWMF), der Deutschen Gesellschaft für Innere Medizin (DGIM), dem Deutschen Netzwerk Versorgungsforschung e. V. (DNVF) und der European Society for Vascular Medicine (ESVM).

## Nachwuchsförderung

### Forum Junge Angiologen
Das Forum Junge Angiologen hat zum Ziel, junge Ärzte für die vaskuläre Medizin zu interessieren und über Karrieremöglichkeiten in der Angiologie zu informieren. Es soll der Forschungsförderung ebenso dienen wie der Netzwerkbildung junger Gefäßmediziner und der angiologischen Fort- und Weiterbildung. Das Forum arbeitet im engen Austausch mit der Kommission Forschung, Lehre und Nachwuchsförderung der Deutschen Gesellschaft für Angiologie.
2013 hat das Forum die Vaskuläre Summer School als mehrtägige Fortbildungsveranstaltung ins Leben gerufen.

### Angiologieassistent – DGA
Neben der Ärzteschaft ist der Gesellschaft auch an der Schulung des medizinischen Assistenzpersonals gelegen. Dafür hat die Kommission „Fort- und Weiterbildung“ eigens ein Curriculum für die zweijährige berufsbegleitende Fortbildung zur Angiologieassistentin / zum Angiologieassistenten (DGA) entwickelt. Seit 2015 steht die Mitgliedschaft in der DGA auch dem medizinischen Assistenzpersonal offen.

## Patienten
Es ist für die DGA ein Hauptanliegen, sowohl die Ärzteschaft als auch die Öffentlichkeit über Risiken und Prävention von Gefäßkrankheiten aufzuklären und die Aufmerksamkeit dafür zu erhöhen. Daher setzt die Fachgesellschaft Informationskampagnen wie Risiko Thrombose oder Verschlusssache PAVK um.
Durch Medienarbeit kommuniziert die DGA Aktuelles aus Forschung, Lehre und zu patientenrelevanten gefäßmedizinischen Themen. Die DGA-Patientenratgeber vermitteln einen Überblick zu Prophylaxe, Diagnose und Therapie von Gefäßerkrankungen wie die periphere arterielle Verschlusskrankheit, Thrombose und Lungenembolie oder das Krampfaderleiden. Durch die DGA-Homepage können Patienten Angiologen in ihrer Nähe finden oder gezielt nach Ärzten suchen, die für eine zweite Meinung zur Verfügung stehen.

### Kampagne "Risiko Thrombose"
Jedes Jahr sterben in Deutschland mehr Menschen an Venenthrombose und Lungenembolie als durch Verkehrsunfälle, AIDS, Prostata- und Brustkrebs zusammen. Aktuelle Schätzungen gehen von 40.000 bis 100.000 Todesfällen aus. Und doch ist das Bewusstsein darum in der Bevölkerung und bei der Ärzteschaft wenig ausgeprägt. Um dem entgegenzuwirken, hat die DGA eine umfassende Aufklärungskampagne zum Thema Venenthrombose und Lungenembolie initiiert und das Aktionsbündnis Thrombose ins Leben gerufen. Neben der DGA und der Deutschen Gefäßliga arbeiten inzwischen die Deutsche Gesellschaft für Phlebologie und die Gesellschaft für Thrombose- und Hämostaseforschung an der Kampagne mit.

### Kampagne Verschlusssache PAVK
Die Deutsche Gesellschaft für Angiologie hat im Februar 2010 symbolisch eine „Verschlusssache PAVK“ geöffnet und damit eine Informationskampagne über die Krankheit gestartet. Bei der pAVK (periphere arterielle Verschlusskrankheit) kommt es zu einer krankhaften Verengung der Arterien im Becken oder in den Beinen. Sie wird umgangssprachlich unscharf auch Schaufensterkrankheit genannt und fristet in der öffentlichen Wahrnehmung, der ärztlichen Diagnostik und im Informationsangebot des Gesundheitswesens ein Schattendasein. Ziel der deutschlandweit ersten unabhängigen Informationsoffensive zu PAVK ist es, gezielt über die Krankheit und ihre Präventionsmöglichkeiten aufzuklären. Die Kampagne wird von einem Partnernetzwerk, der „Initiative gegen PAVK“, getragen. „Der DGA ist es ein wichtiges Anliegen, über diese unbekannte Volkskrankheit zu informieren. Denn eine frühe und umfassende Behandlung von Risikofaktoren der PAVK, schützt vor den gravierenden Folgen wie Herzinfarkt, Schlaganfall oder Amputation“, so Karl-Ludwig Schulte, damaliger Präsident der DGA.